# Jabouilleia
Jabouilleia es un género de aves paseriformes perteneciente a la familia Pellorneidae. Sus dos miembros son pájaros de la jungla que se caracterizan por su pico largo y cuvado hacia abajo.

## Especies
El género contiene las siguientes dos especies:
- Jabouilleia danjoui - ratina indochina;[2]
- Jabouilleia naungmungensis - ratina de Naung Mung.